# 巴托洛米奥·普拉蒂纳

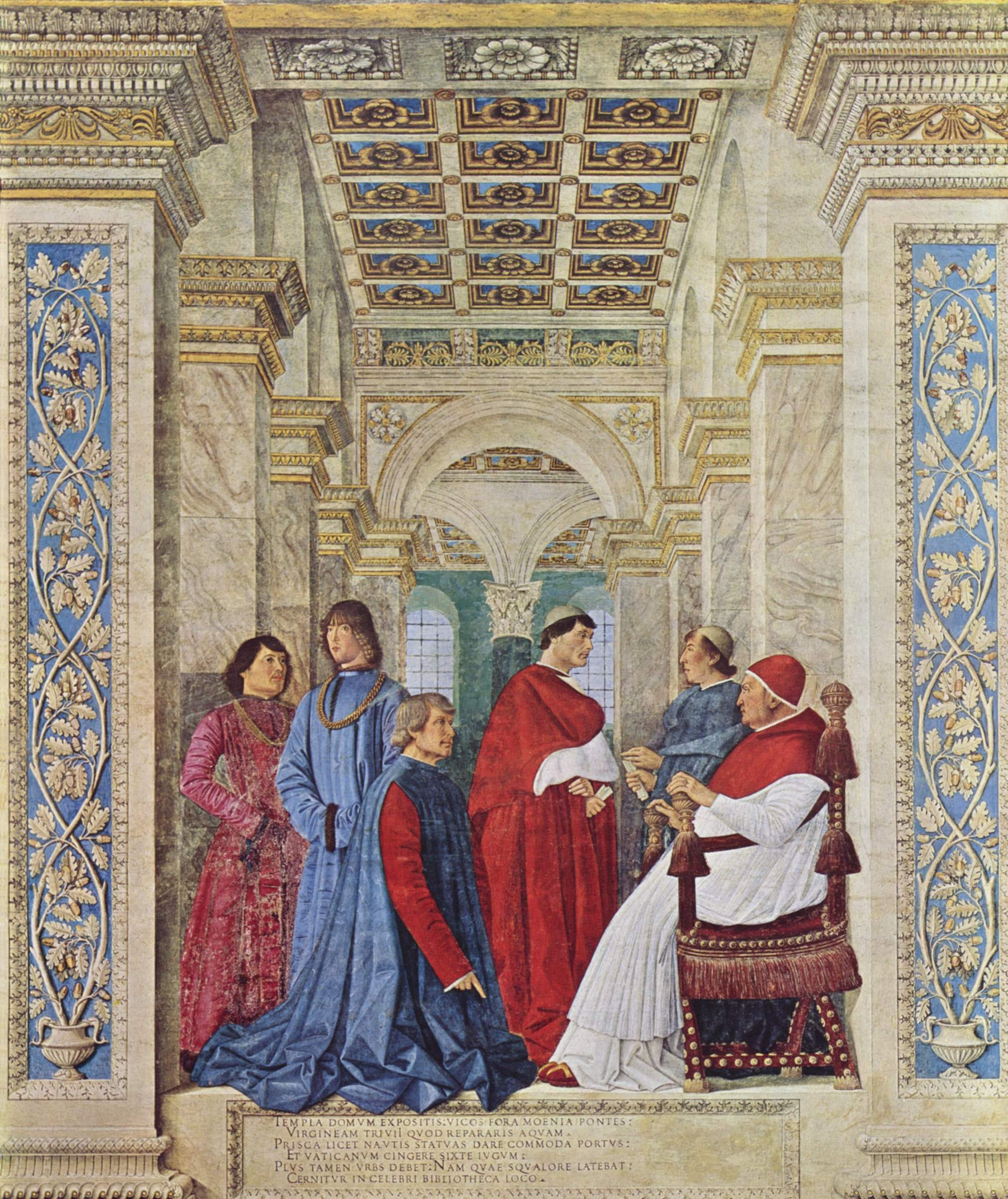
《思道四世任命普拉蒂纳为梵蒂岡圖書館馆长》壁画

巴托洛米奥·萨基（Bartolomeo Sacchi 1421年—1481年9月21日），巴托洛米奥·普拉蒂纳（Bartolomeo Platina ）意大利文艺复兴时期人文主义者、作家、美食家，生于皮亚德纳，师从拜占庭人文主义哲学家约翰内斯·阿尔吉罗波洛斯，与美第奇家族结识，后在教宗庇护二世手下任职，创作了史上首本印刷出版的菜谱。教宗思道四世于1475年任命他担任梵蒂冈宗座图书馆馆长。